# Liste der Naturdenkmale in Wettlingen
Die Liste der Naturdenkmale in Wettlingen nennt die im Gemeindegebiet von Wettlingen ausgewiesenen Naturdenkmale (Stand 13. April 2024).

## Naturdenkmale
| Nr.         | Bezeichnung                 | Lage                                                      | Beschreibung                                           | Bild                                    |
| ----------- | --------------------------- | --------------------------------------------------------- | ------------------------------------------------------ | --------------------------------------- |
| ND-7232-416 | Buche bei den Quellen       | südöstlich des Ortes; Abteilung In den Dachsenkaulen Lage | Fagus sylvatica, um 1800 gekeimt, ca. 25 m hoch        | Direkt Bild zu diesem Denkmal hochladen |
| ND-7232-433 | Wacholderbestand Wettlingen | südöstlich des Ortes; Flur Beim Wolfsfederweg Lage        | Wacholderheide; flächenhaftes Naturdenkmal, ca. 1,6 ha | Direkt Bild zu diesem Denkmal hochladen |